# Dodô (Fußballspieler, 1974)

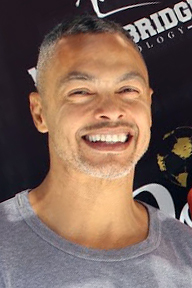
Foto des Fußballers Dodô.

Dodô – bürgerlich Ricardo Lucas Figueredo Monte Raso (* 2. Mai 1974 in São Paulo) – ist ein ehemaliger brasilianischer Fußballspieler.

## Karriere
1992 begann er seine Karriere beim Verein Nacional AC (SP). In der Saison 1992/93 wurde er für 30 Spiele beim gleichen Verein eingesetzt und schoss dabei elf Tore. Am Ende der Saison beschloss er, den Verein zu wechseln und spielte 1994 bei Fluminense FC. Nach 17 Spielen und fünf geschossenen Toren kehrte er dem Verein den Rücken und wechselte zum FC São Paulo. Dort verblieb er drei Saisonen lang, spielte 46 Mal und erzielte dabei 32 Tore. 1996 war er für vier Spiele an Paraná Clube ausgeliehen. 1998 verließ er den Verein FC São Paulo und wechselte zum FC Santos, jenem Verein, bei dem er die meisten Spiele absolvierte. Dort spielte er wiederum drei Saisonen lang, von 1998 bis 2001. 67 Mal stand er bei diesem Verein auf dem Platz und erzielte dabei 33 Tore. 2001 beendete er den Vertrag und wechselte für die Saison 2001/02 zu Botafogo FR, wo er 29 Spiele bestritt; zehn Mal beförderte er einen Ball ins Tor. Am Ende der Saison wechselte er für das restliche Jahr 2002 zu Palmeiras. Er absolvierte 16 Spiele, drei Mal gelang ihm ein Tor. In der Saison 2002/03 war er beim Verein Ulsan Hyundai. Dabei erreichte er 62 Einsätze, 33 Mal traf er ins Tor.
Zu Beginn des Jahres 2005 schloss er sich dem japanischen Verein Ōita Trinita an, bei dem er 15 Mal spielte und dabei drei Tore erzielte. Danach wechselte er für das restliche Jahr zum brasilianischen Verein Goiás, wo er ebenfalls 15 Mal spielte und vier Tore schoss. Zum zweiten Mal nach vier Jahren unterschrieb er 2006 einen Vertrag bei Botafogo FR. Dieses Mal spielte er nur zwölf Mal, erzielte aber acht Tore. Zum dritten und letzten Mal war er 2007 Spieler des Vereines Botafogo, dieses Mal spielte er 27 Mal, 15 Mal traf er dabei ins Netz. In der Saison 2006/07 war er beim Verein al Ain Club, acht Mal nahm er an Spielen teil, vier Mal gelang ihm ein Tor. 2008 kehrte er zu seinem zweiten Verein Fluminense FC zurück, spielte 16 Mal und traf dabei fünf Mal. Bereits 2007 war ein Dopingtest von ihm positiv auf das Stimulanz Fenproporex gewesen. Deswegen wurde er im September 2008 – zum Teil rückwirkend – bis zum 7. November 2009 für zwei Jahre gesperrt.
Nach der Sperre kehrte Ricardo Lucas auf das Spielfeld zurück und ging zu Vasco da Gama. Nach vier torlosen Spielen kündigte er den Vertrag und wechselte nun zu Portuguesa. Dort stand er 16 Mal auf dem Spielfeld, zehn Mal schoss er ein Tor. Nach der Saison unterschrieb er für das restliche Jahr beim brasilianischen Verein Guaratinguetá Futebol. Dort wurde er in neun Spielen eingesetzt, in denen er fünf Tore erzielte. 2013 war er beim Verein Grêmio Osasco aktiv. Sein letzter Verein vor Beendigung seiner Karriere war Barra da Tijuca.
1995 war er Spieler der brasilianischen Fußballnationalmannschaft, absolvierte fünf Spiele und schoss zwei Tore.

## Auszeichnungen
- Torschützenkönig Torneio Rio-São Paulo: 1998